# Mamadou Coulibaly (football, 1999)
Pour les articles homonymes, voir Mamadou Coulibaly et Coulibaly.
Mamadou Coulibaly, né le 3 février 1999 à Thiès au Sénégal, est un footballeur sénégalais évoluant au poste de milieu central.

## Biographie

### Débuts en Italie
Originaire de Thiès au Sénégal, Mamadou Coulibaly passe par le Delfino Pescara. C'est avec ce club qu'il découvre le monde professionnel, jouant son premier match de Serie A le 19 mars 2017 face à l'Atalanta Bergame. Il entre en jeu ce jour-là et son équipe s'incline par trois buts à zéro.

### Prêts successifs
Le 22 janvier 2019 Coulibaly est prêté jusqu'à la fin de la saison au Carpi FC.
Le 1er septembre 2019 Coulibaly est prêté au Virtus Entella.
Le 13 janvier 2020 Mamadou Coulibaly est prêté jusqu'à la fin de la saison au Trapani Calcio.
Le 8 janvier 2021, il est prêté jusqu'à la fin de la saison à l'US Salernitana 1919.
Le 1er septembre 2023, Mamadou Coulibaly rejoint le Palerme FC sous la forme d'un prêt d'une saison avec option d'achat.